# Système de Garside
Pour les articles homonymes, voir Garside.
 (septembre 2016).
Améliorez-le ou discutez des points à vérifier. 

## Définition
Un système de Garside est la donnée d'un couple {\displaystyle (M,\Delta )} où
1. {\displaystyle M} est un monoïde simplifiable, sans élément inversible autre que 1 et admettant des PPCM et des PGCD (pour la divisibilité) ;
2. {\displaystyle \Delta } est un élément de Garside :
  - {\displaystyle {\rm {{Div}_{L}\ \Delta ={\rm {{Div}_{R}\ \Delta }}}}} (et on écrit par la suite {\displaystyle {\rm {{Div}\ \Delta }}} pour cet ensemble) ;
  - {\displaystyle {\rm {{Div}\ \Delta }}} engendre {\displaystyle M} ;
  - {\displaystyle {\rm {{Div}\ \Delta }}} est fini.

où {\displaystyle {\rm {{Div}_{L}\ \Delta }}} (resp. {\displaystyle {\rm {{Div}_{R}\ \Delta }}}) désigne l'ensemble des diviseurs à gauche (resp. à droite) de {\displaystyle \Delta }.

## Exemple
Le monoïde des tresses à trois brins {\displaystyle B_{3}^{+}} présenté par {\displaystyle \langle \sigma _{1},\sigma _{2};\sigma _{1}\sigma _{2}\sigma _{1}=\sigma _{2}\sigma _{1}\sigma _{2}\rangle ^{+}} et l'élément {\displaystyle \sigma _{1}\sigma _{2}\sigma _{1}} forment un système de Garside.